# Annette Jäger
Annette Jäger (* 7. Juli 1937 in Essen-Schonnebeck; † 16. Juli 2023) war eine deutsche Politikerin (SPD). Sie war von 1989 bis 1999 Oberbürgermeisterin der Stadt Essen.

## Leben
Annette Jäger kam in der Jugendhalle Schonnebeck, wo ihr Vater Hausmeister war, zur Welt. Sie ist die jüngste von drei Schwestern. Ihre Kindheit verbrachte sie in der Essener Innenstadt. Hier ging sie in die Luisenschule am Bismarckplatz und absolvierte 1954 die Mittlere Reife. Im Anschluss begann sie eine Ausbildung bei der Essener Stadtverwaltung. 1972 wechselte sie als kaufmännische Angestellte zu den Stadtwerken Essen, die damals noch ein städtisches Amt waren, und blieb dort bis 1997. Hier war sie fast zwanzig Jahre lang Vertrauensfrau der Schwerbehinderten.
1960 heiratete sie den Sozialdemokraten Karl-Konrad Jäger. Er starb 1998.
1966 trat sie in Essen-Heisingen der SPD bei. 1969 wurde sie  Schriftführerin im Ortsverein. Ab 1972 war Annette Jäger stellvertretende Vorsitzende des Ortsvereins und übernahm  1976 den Vorsitz der Heisinger SPD. 1984 wurde sie in den Rat der Stadt Essen gewählt und amtierte von Oktober 1989 bis September 1999 als Oberbürgermeisterin der Stadt. Ihr Nachfolger wurde am 1. Oktober 1999 Wolfgang Reiniger. Nach der Kommunalwahl 1999 blieb sie weiterhin Mitglied des Rates und wurde vom Rat zur Bürgermeisterin gewählt. Außerdem war Annette Jäger bis 1999 Aufsichtsratsvorsitzende der Messe Essen GmbH und von 1995 bis 1999 Aufsichtsratsvorsitzende der Margarethe Krupp-Stiftung für Wohnungsfürsorge. Auch war sie Verwaltungsratsvorsitzende der Sparkasse Essen.
Ihr soziales Engagement zeigte Annette Jäger als Ehrenmitglied im Kinderschutzbund und als aktives Mitglied der Arbeiterwohlfahrt. Zudem übernahm sie seit 2002 die Schirmherrschaft über die Krebsberatung beim Paritätischen Wohlfahrtsverband.

## Ehrungen
- Februar 2003 Verdienstkreuz am Bande des Verdienstordens der Bundesrepublik Deutschland
- März 2011 Ehrenring der Stadt Essen[2]
- Dezember 2012 Verdienstorden des Landes Nordrhein-Westfalen[3]